# Drugi rząd Sándora Wekerle

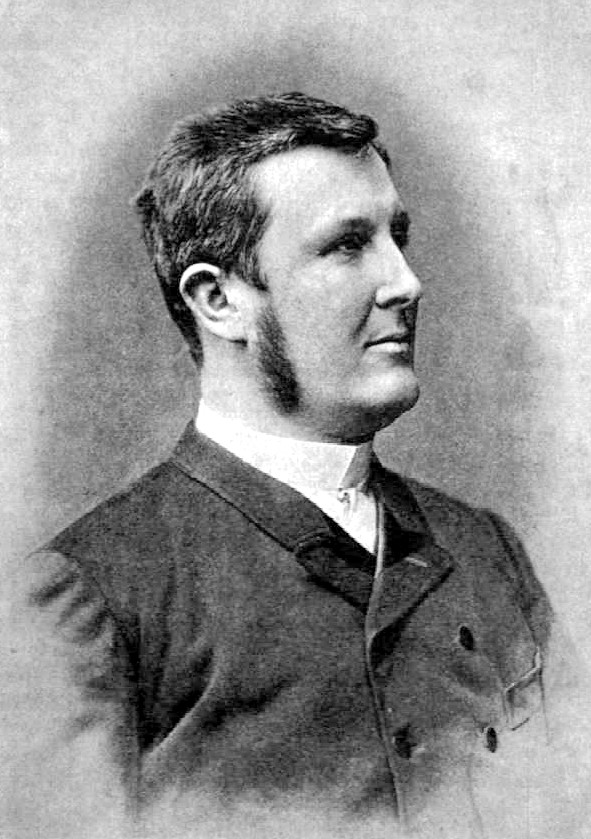
Sándor Wekerle

Drugi rząd Sándora Wekerle – rząd Królestwa Węgier, działający od 8 kwietnia 1906 do 17 stycznia 1910, pod przewodnictwem premiera Sándora Wekerle.